# Polyplectropus hamulus
Polyplectropus hamulus är en nattsländeart som beskrevs av Oliver S. Flint Jr. 1972. Polyplectropus hamulus ingår i släktet Polyplectropus och familjen fångstnätnattsländor. Inga underarter finns listade i Catalogue of Life.